# Federació d'Associacions de Productores Audiovisuals d'Espanya
La Federació d'Associacions de Productores Audiovisuals d'Espanya (castellà: Federación de Asociaciones de Productores Audiovisuales de España, abreujat FAPAE) és una federació creada l'any 1991, integrada per nou associacions, cada una de les quals agrupa, al seu torn, diferents empreses productores, fins un total de 236. Aquesta entitat gestiona i defensa els interessos comuns de les productores espanyoles i integra la gran majoria d'empreses productores d'aquest país.

## Objectius
1. Consecució d'una legislació audiovisual. S'encarrega de negociar amb l'Administració una sèrie de passos que s'han de seguir per a una major consolidació de la indústria audiovisual. Ajuda a la creació d'una política de foment i subvencions per protegir les produccions espanyoles davant altres cinematografies més sòlides.
2. Fortalesa de la inversió privada, amb la finalitat de finançar projectes rendibles. Es tracta de potenciar una renovació tecnològica de la indústria.
3. Foment de les "Tv movies". D'aquesta manera, es busca una nova font d'ingressos que reverteix en el propi cinema i que ajuda a la consolidació de la indústria.
4. Creació de la FIPCA (Federación Iberoamericana de Productores Cinematográficos y Audiovisuales). Amb aquesta iniciativa s'ha posat en marxa el programa Ibermedia, creat per la cooperació i consolidació de la indústria audiovisual a Iberoamèrica.[1]

## Iniciatives
En primer lloc, conjuntament amb l' "ICAA", es va redactar una Llei de desgravacions fiscals que es va aplicar als pressupostos generals de 1999.
En segon lloc, es va crear un Fons de Desenvolupament de Projectes de Ficció per cinema i televisió, en col·laboració amb altres entitats com EGEDA, entitat de drets d'autor, i la Societat General d'Autors i Editors, SGAE, i els canals de televisió, per posar en marxa un organisme que permeti treballar en el desenvolupament de guions, com a mesura indispensable per tal de reforçar la qualitat de la producció.
El seu president, Gerardo Herrero, ressalta un aspecte del compromís de la FAPAE per a la fortalesa de la indústria: "La Federación ha desempeñado un importante papel en la creación de la Federación Iberoamericana de Productores Cinematográficos y Audiovisuales, FIPCA, lo cual ha servido para favorecer la puesta en marcha y desarrollo del programa Ibermedia, creador para la cooperación del sector en Iberoamérica, a semejanza de los programas de promoción del cine que existen en la Unión Europea".

## Evolució del cinema espanyol
Des de l'any 1991, data de creació de la FAPAE, l'evolució de la producció del cinema espanyol fins a l'any 1998 ha estat la següent:
| Any  | Pel·lícules    |
| ---- | -------------- |
| 1991 | 64 pel·lícules |
| 1992 | 48 pel·lícules |
| 1993 | 53 pel·lícules |
| 1994 | 42 pel·lícules |
| 1995 | 56 pel·lícules |
| 1996 | 92 pel·lícules |
| 1997 | 73 pel·lícules |
| 1998 | 79 pel·lícules |

## Llistat d'associacions que componen la FAPAE
- ACPCA (Associació Catalana de Productors Cinematogràfics i Audiovisuals)

Composta per 49 productors. Presideix Isona Passola. Associació que es constituí el 1978 amb el nom d’Agrupació Catalana de Productors Cinematogràfics Independents, i que té l’objectiu de consolidar i projectar la indústria audiovisual de Catalunya, tant en l’aspecte cultural com en el d’entreteniment, a més de crear un marc d’entesa amb els agents econòmics, administratius i institucionals del sector.
- AEPAA (Associación de Empresas de Producción Audiovisual de Andalucía)
- AGAPI (Asociación Gallega de productoras Independientes)
- ANEPA (Asociación Nacional de Empresas de Producción Audiovisual)
- ANP (Asociación Nuevas Productoras)
- APC (Asociación de Productores Cinematográficos)
- IBAIA (Asociación de Productoras Audiovisuales Independientes del País Vasco)
- PIVA (Productores Independientes Valencianos Asociados)
- UPCT (Unión de Productores de Cine y Televisón)